# Anzac (Ortschaft)
Anzac ist ein Weiler (englisch Hamlet) im östlichen Teil von Kanadas Provinz Alberta, der als gemeindefreies Gebiet (englisch unincorporated place) zum Bezirk Wood Buffalo gehört.

## Geographie
Anzac liegt rund 350 Kilometer nordöstlich der Provinzhauptstadt Edmonton, 40 Kilometer südöstlich von Fort McMurray und knapp 50 Kilometer westlich der Grenze zur Provinz Saskatchewan. Am Westrand von Anzac befindet sich der Gregoire Lake, der Alberta Highway 881 tangiert die südlichen Bereiche des Ortes. Nächstgelegener Flughafen ist der Fort McMurray International Airport.

## Geschichte
Erste Einwohner der Region waren die Creeindianer. Als ein australisch-neuseeländisches Armeekorps im Ersten Weltkrieg die Gegend für den Bau einer Eisenbahnlinie in Augenschein nahm, wurde der Ort zu Ehren dieser ANZAC-Division im Jahr 1917 ebenfalls Anzac genannt. Da der Ort im Gebiet der Athabasca-Ölsande und damit innerhalb der Kernregionen von Kanadas Ölproduktion liegt, begannen Untersuchungen zur Nutzung dieser Ressourcen. Sollte sich die Energiegewinnung aus Ölsand in den kommenden Jahren umweltverträglich und wirtschaftlich profitabel darstellen lassen, ist mit einer starken Zunahme der Einwohnerzahl zu rechnen.

## Demographie
Der Zensus im Jahr 2016 ergab für die Gemeinde eine Bevölkerungszahl von 548 Einwohnern, nachdem der Zensus im Jahr 2011 für die Gemeinde noch eine Bevölkerungszahl von 585 Einwohnern ergab. Die Bevölkerung hat dabei im Vergleich zum letzten Zensus im Jahr 2011 um 6,37 % abgenommen, während der Provinzdurchschnitt bei einer Bevölkerungszunahme von 11,6 % lag. Im Zensuszeitraum 2006 bis 2011 hatte die Einwohnerzahl in der Gemeinde um 2,7 % abgenommen, während sie im Provinzdurchschnitt um 10,8 % zunahm.
Für den Zensus 2016 wurde für die Gemeinde ein Medianalter von 34,0 Jahren ermittelt. Das Medianalter der Provinz lag 2016 bei 36,7 Jahren. Das Durchschnittsalter lag bei 33,3 Jahren, bzw. bei 37,8 Jahren in der Provinz. Zum Zensus 2011 wurde für die Gemeinde noch ein Medianalter von 33,7 Jahren ermittelt. Das Medianalter der Provinz lag 2011 bei 36,5 Jahren.